# Liste von Monumentalfilmen
Im Folgenden eine Liste von Monumentalfilmen mit ausgewählten Monumentalfilmen. Die Auflistung ist chronologisch und berücksichtigt keine Fernsehfilme.

## 1910–1919

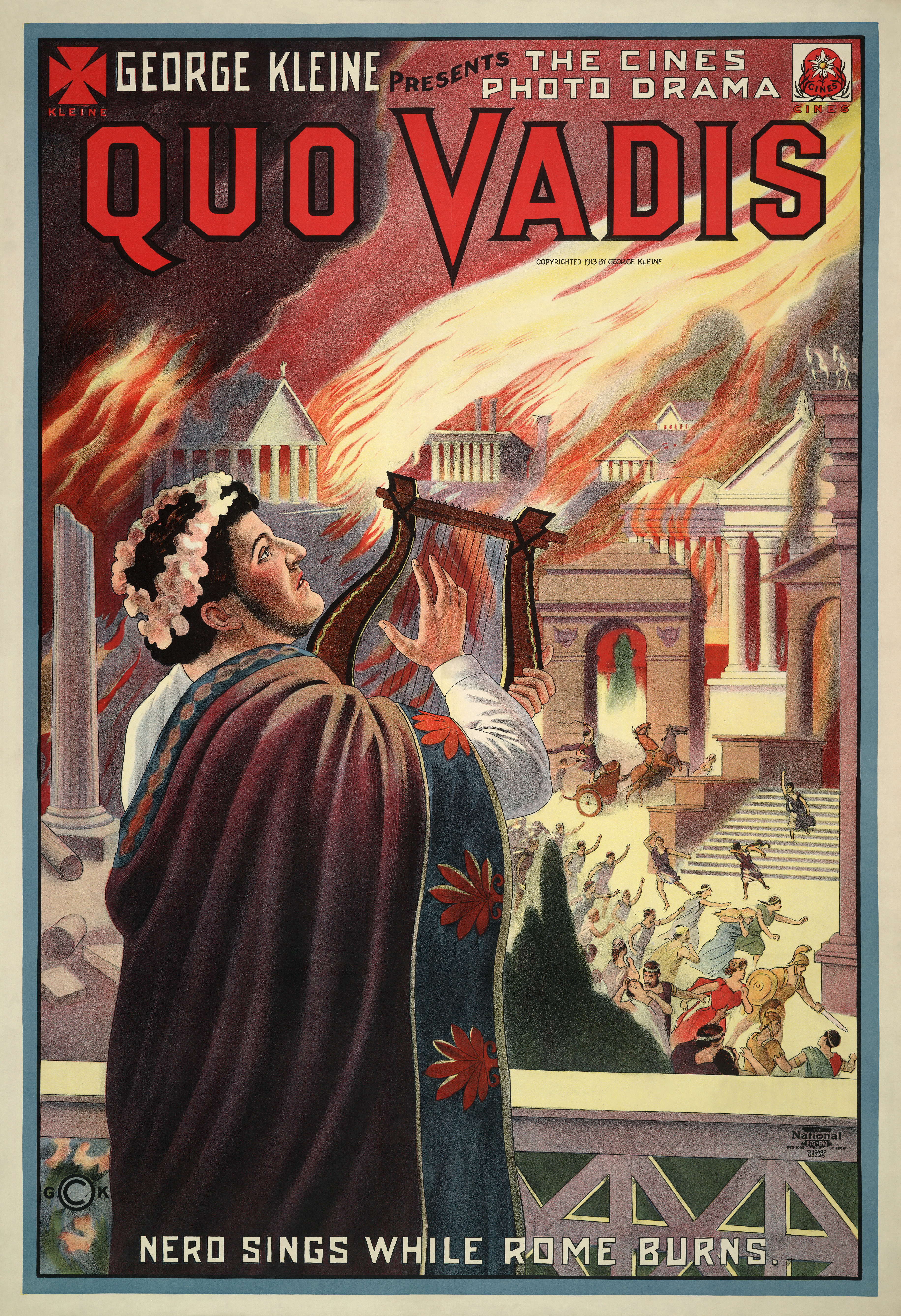
Quo Vadis von Henryk Sienkiewicz in der Verfilmung aus dem Jahr 1913 – erster Monumentalfilm der Filmgeschichte

- Quo Vadis? (Italien, 1913; Regie: Enrico Guazzoni)
- Die letzten Tage von Pompeji (Gli ultimi giorni di Pompeii, Italien, 1913; Regie: Mario Caserini, Eleuterio Rodolfi)
- Cabiria (Cabiria, Italien, 1914; Regie: Giovanni Pastrone)
- Die Geburt einer Nation (Birth of a Nation, USA, 1915; Regie: David W. Griffith)
- Intoleranz (Intolerance, USA, 1916; Regie: David W. Griffith)
- Das Buch Esther (Deutschland, 1919; Regie: Uwe Jens Krafft, Ernst Reicher)
- Veritas vincit (Deutschland, 1919; Regie: Joe May)

## 1920–1929
- Das indische Grabmal (Deutschland, 1921; Regie: Joe May)
- Fridericus Rex (Deutschland, 1921–1922; Regie: Arzén von Cserépy)
- Das Weib des Pharao (Deutschland, 1922; Regie: Ernst Lubitsch)
- Samson und Delila (Österreich, 1922; Regie: Alexander Korda)
- Sodom und Gomorrha (Österreich, 1922; Regie: Michael Curtiz)
- Messalina (Italien, 1923; Regie: Enrico Guazzoni)
- Der Glöckner von Notre Dame (The Hunchback of Notre Dame, USA, 1923; Regie: Wallace Worsley)
- Die Zehn Gebote (The Ten Commandments, USA, 1923; Regie: Cecil B. DeMille)
- Die Nibelungen (Deutschland, 1924; Regie: Fritz Lang)
- Helena (Deutschland, 1924; Regie: Manfred Noa)
- Quo Vadis? (Italien, 1924; Regie: Gabriellino D’Annunzio, Georg Jacoby)
- Die Sklavenkönigin (Österreich, 1924; Regie: Michael Curtiz)
- Die Entstehung der Eidgenossenschaft (Schweiz, 1924; Regie: Emil Harder)
- Das Wunder der Wölfe (Le Miracle des loups, Frankreich, 1924; Regie: Raymond Bernard)
- Ben Hur (Ben-Hur: A Tale of the Christ, 1925; Regie: Fred Niblo)
- Metropolis (Deutschland, 1927; Regie: Fritz Lang)
- König der Könige (The King of Kings, USA, 1927; Regie: Cecil B. DeMille)
- Napoleon (Frankreich, 1927; Regie: Abel Gance)

## 1930–1939
- Im Zeichen des Kreuzes (The Sign of the Cross, USA, 1932; Regie: Cecil B. DeMille)
- Cleopatra (USA, 1934; Regie: Cecil B. DeMille)
- Karthagos Fall (Scipione l’Africano, 1937; Regie: Carmine Gallone)
- Alexander Newski (Александр Невский, UdSSR, 1938; Regie: Sergei Eisenstein)
- Der Glöckner von Notre Dame (The Hunchback of Notre Dame, USA, 1939; Regie William Dieterle)
- Vom Winde verweht (Gone With The Wind, USA, 1939; Regie: Victor Fleming)

## 1940–1949
- Der Dieb von Bagdad (The Thief of Bagdad, Großbritannien, 1940; Regie: Ludwig Berger, Michael Powell, Tim Whelan)
- Der große König (Deutschland, 1942; Regie: Veit Harlan)
- Münchhausen (Deutschland, 1943; Regie: Josef von Báky)
- Heinrich V. (Henry V, Großbritannien, 1944; Regie: Laurence Olivier)
- Iwan der Schreckliche I (Iwan Grosny, russ. Иван Грозный, UdSSR, 1944; Regie: Sergej M. Eisenstein)
- Kolberg (Deutschland, 1945; Regie: Veit Harlan)
- Caesar und Cleopatra (Caesar and Cleopatra, Großbritannien, 1945; Regie: Gabriel Pascal)
- Fabiola (Italien/Frankreich, 1949; Regie: Alessandro Blasetti)
- Samson und Delilah (Samson and Delilah, USA, 1949; Regie: Cecil B. DeMille)

## 1950–1959
- David und Bathseba (David and Bathsheba, USA, 1951; Regie: Henry King)
- Quo vadis? (Quo Vadis, USA, 1951; Regie: Mervyn LeRoy)
- Das unvergeßliche Jahr 1919 (Nesabywajemy 1919 god, russ. Незабываемый 1919 год, UdSSR, 1951; Regie: Micheil Tschiaureli)
- Salome (USA, 1953; Regie: William Dieterle)
- Das Gewand (The Robe, USA, 1953; Regie: Henry Koster)
- Die Gladiatoren (Demetrius and the Gladiators, USA, 1954; Regie: Delmer Daves)
- Die Fahrten des Odysseus (Ulisse, Italien, 1954; Regie: Mario Camerini)
- Sinuhe der Ägypter (The Egyptian, USA, 1954; Regie: Michael Curtiz)
- Attila, der Hunnenkönig (Sign of the Pagan, USA, 1954; Regie: Douglas Sirk)
- Der silberne Kelch (The Silver Chalice, USA, 1954; Regie: Victor Saville)
- Semiramis, die Kurtisane von Babylon (La cortigiana di Babilonia, Italien, 1954; Regie: Carlo Ludovico Bragaglia)
- Napoleon (Napoléon, Frankreich/Italien, 1955; Regie: Sacha Guitry)
- Land der Pharaonen (Land of the Pharaohs, USA, 1955; Regie: Howard Hawks)
- Die schöne Helena (Helen of Troy, USA/Italien 1956; Regie: Robert Wise)
- Alexander der Große (Alexander the Great, USA/Spanien, 1956; Regie: Robert Rossen)
- Krieg und Frieden (War and Peace, USA, 1956; Regie: King Vidor)
- Die zehn Gebote (The Ten Commandments, USA, 1956; Cecil B. DeMille)
- Der Glöckner von Notre Dame (Notre-Dame de Paris, Frankreich/Italien 1956; Regie: Jean Delannoy)
- Sturm über Persien (Omar Khayyam, USA, 1957; Regie: William Dieterle)
- Der stille Don (Tikhiy Don, russ.: Тихий Дон, UdSSR, 1957; Regie: Sergei Gerasimov)
- Die letzten Tage von Pompeji (Gli Ultimi giorni di Pompei, 1959; Regie: Mario Bonnard)
- Ben Hur (Ben Hur, USA, 1959; Regie: William Wyler)
- Salomon und die Königin von Saba (Solomon and Sheba, USA, 1959; Regie: King Vidor)
- Barfuß durch die Hölle (Ningen no jōken, jap.: 人間の條件, 3 Teile, Japan, 1959–1961; Regie: Masaki Kobayashi)

## 1960–1969
- Austerlitz – Glanz einer Kaiserkrone (Austerlitz, Frankreich/Italien/Jugoslawien, 1960; Regie: Abel Gance)
- Die Kreuzritter (Krzyżacy, Polen, 1960; Regie: Aleksander Ford)
- Spartacus (USA, 1960; Regie: Stanley Kubrick)
- Exodus (USA, 1960; Regie: Otto Preminger)
- Das Buch Ruth (The Story of Ruth, USA, 1960; Regie: Henry Koster)
- König der Könige (King of Kings, USA, 1961; Regie: Nicholas Ray)
- El Cid (USA/Italien, 1961; Regie: Anthony Mann)
- Barabbas (Barabbà, Italien, 1961; Regie: Richard Fleischer)
- Der Koloß von Rhodos (Il colosso di Rodi, Italien/Frankreich/Spanien, 1961; Regie: Sergio Leone)
- Lawrence von Arabien (Lawrence of Arabia, Großbritannien, 1962; Regie: David Lean)
- Der längste Tag (The Longest Day, USA, 1962; Regie: Ken Annakin, Andrew Marton, Bernhard Wicki, Darryl F. Zanuck)
- Das war der Wilde Westen (How the West Was Won, USA, 1962; Regie: Henry Hathaway, John Ford, George Marshall, Richard Thorpe)
- Sodom und Gomorrha (Sodom and Gomorrah, USA/Italien/Frankreich, 1962; Regie: Robert Aldrich)
- 55 Tage in Peking (55 Days at Peking, USA/Spanien, 1963; Regie: Nicholas Ray)
- Cleopatra (USA, 1963; Regie: Joseph L. Mankiewicz, Rouben Mamoulian)
- Könige der Sonne (Kings of the Sun, USA, 1963; Regie: J. Lee Thompson)
- Der Untergang des Römischen Reiches (The Fall of the Roman Empire, USA, 1964; Regie: Anthony Mann)
- Die größte Geschichte aller Zeiten (The Greatest Story Ever Told, USA, 1965; Regie: George Stevens)
- Dschingis Khan (Genghis Khan, Großbritannien/Jugoslawien/Deutschland, 1965; Regie: Henry Levin)
- Im Reich des Kublai Khan (La Fabuleuse Aventure de Marco Polo, Frankreich/Italien/Jugoslawien, 1965; Regie: Denys de La Patellière)
- Doktor Schiwago (Doctor Zhivago, USA/Großbritannien/Italien, 1965; Regie: David Lean)
- Die Bibel (The Bible: In the Beginning..., USA/Italien, 1966; Regie: John Huston)
- Hawaii (USA, 1966; Regie: George Roy Hill)
- Pharao (Polen, 1966; Regie: Jerzy Kawalerowicz)
- Khartoum (Großbritannien, 1966; Regie: Basil Dearden)
- Krieg und Frieden (Woina i mir, russ. Война и мир, UdSSR, 1966–1967; Regie: Sergei Bondartschuk)
- Befreiung (Oswoboschdenije, russ. Освобождение, UdSSR/DDR/Polen/Italien, 1969; Regie Juri Oserow)

## 1970–1979
- Waterloo (Italien/Sowjetunion, 1970; Regie: Sergei Bondartschuk)
- Ludwig II. (Ludwig, Italien/Frankreich/Deutschland, 1973; Regie: Luchino Visconti)
- Barry Lyndon (Großbritannien/USA, 1975; Regie: Stanley Kubrick)
- 1900 (Novecento, Italien/Frankreich/Deutschland, 1976; Regie: Bernardo Bertolucci)
- Mohammed – Der Gesandte Gottes (Mohammad, Messenger of God, Großbritannien, 1976; Regie: Moustapha Akkad)
- Die Brücke von Arnheim (A Bridge Too Far, Großbritannien/USA, 1977; Regie: Richard Attenborough)
- Apocalypse Now (USA, 1979; Regie: Francis Ford Coppola)
- Das wahre Leben des Fürsten Dracula (Vlad Tepes, Rumänien, 1979; Regie: Doru Nastase)

## 1980–1989
- Heaven’s Gate (USA, 1980; Regie: Michael Cimino)
- Excalibur (USA/Großbritannien, 1981; Regie: John Boorman)
- Reds (USA, 1981; Regie: Warren Beatty)
- Gandhi (Großbritannien/Indien, 1982; Regie: Richard Attenborough)
- Der Wüstenplanet (Dune, USA, 1984; Regie: David Lynch)
- König David (King David, Großbritannien/USA, 1985; Regie: Bruce Beresford)
- Ran (Japan, 1985; Regie: Akira Kurosawa)
- Der letzte Kaiser (The Last Emperor, Großbritannien/Frankreich/Italien, 1987; Regie: Bernardo Bertolucci)
- Die Französische Revolution (La Révolution française, Frankreich/Deutschland/Italien/Großbritannien/Kanada, 1989; Regie: Robert Enrico, Richard T. Heffron)

## 1990–1999
- Der mit dem Wolf tanzt (Dances with Wolves, USA/Großbritannien, 1990; Regie: Kevin Costner)
- 1492 – Die Eroberung des Paradieses (1492: Conquest of Paradise, Frankreich/Spanien, 1992; Regie: Ridley Scott)
- Der letzte Mohikaner (The Last of the Mohicans, USA, 1992; Regie: Michael Mann)
- Gettysburg (USA, 1993; Regie: Ronald F. Maxwell)
- Braveheart (USA, 1995; Regie: Mel Gibson)
- Titanic (USA, 1997; Regie James Cameron)
- Mit Feuer und Schwert (Ogniem i mieczem, Polen, 1999; Regie: Jerzy Hoffman)
- Johanna von Orléans (The Messenger: The Story of Joan of Arc, Frankreich, 1999; Regie: Luc Besson)

## 2000–2009
- Der Patriot (The Patriot, USA/Deutschland, 2000; Regie: Roland Emmerich)
- Gladiator (USA/Großbritannien/Malta/Marokko, 2000; Regie: Ridley Scott)
- Der Herr der Ringe (The Lord of the Rings, drei Teile; USA/Neuseeland, 2001–2003; Regie: Peter Jackson)
- Gangs of New York (USA/Italien, 2002; Regie: Martin Scorsese)
- Last Samurai (The Last Samurai, USA/Neuseeland/Japan, 2003; Regie: Edward Zwick)
- Gods and Generals (USA, 2003; Regie: Ronald F. Maxwell)
- Troja (Troy, USA/Malta/Großbritannien, 2004; Regie: Wolfgang Petersen)
- Alexander (USA/Großbritannien/Deutschland/Niederlande, 2004; Regie: Oliver Stone)
- Königreich der Himmel (Kingdom of Heaven, USA/Spanien/Großbritannien/Deutschland, 2005; Regie: Ridley Scott)
- Australia (Australien/USA, 2008; Regie: Baz Luhrmann)
- 10.000 B.C. (10,000 BC, USA/Südafrika, 2008, Regie: Roland Emmerich)
- Agora – Die Säulen des Himmels (Agora, Spanien, 2009; Regie: Alejandro Amenábar)

## 2010–2019
- Black Gold (Frankreich/Italien/Katar/Tunesien, 2011; Regie Jean-Jacques Annaud)
- Fetih 1453 (Türkei, 2012; Regie: Faruk Aksoy)
- Die Belagerung (The Day of the Siege: September Eleven 1683, Italien/Polen, 2012; Regie: Renzo Martinelli)
- Lincoln (USA, 2012; Regie: Steven Spielberg)
- Der Hobbit (The Hobbit, 3 Teile, USA/Neuseeland, 2012–2014; Regie: Peter Jackson)
- Exodus: Götter und Könige (Exodus: Gods and Kings, USA/Großbritannien, 2014; Regie: Ridley Scott)
- Pompeii (Kanada/Deutschland, 2014; Regie: Paul W. S. Anderson)
- Noah (USA, 2014; Regie: Darren Aronofsky)
- The King’s Choice – Angriff auf Norwegen (Kongens nei, Norwegen/Schweden/Dänemark/Irland, 2016; Regie Erik Poppe)

## Ab 2020
- The Last Duel (USA/Großbritannien, 2021; Regie: Ridley Scott)
- Dune (USA, 2021; Regie: Denis Villeneuve)
- Im Westen nichts Neues (Deutschland/USA/Großbritannien, 2022; Regie: Edward Berger)
- Oppenheimer (USA/Großbritannien, 2023; Regie: Christopher Nolan)
- Napoleon (USA/Großbritannien, 2023; Regie: Ridley Scott)
- Dune: Part Two (USA, 2023; Regie: Denis Villeneuve)
- Gladiator II (Großbritannien/USA, 2024, Regie: Ridley Scott)
- Megalopolis (USA, 2024, Regie: Francis Ford Coppola)